# اودا گنجی
اودا گنجی (انگلیسی: Uda Genji) یک شاخه موفق و قدرتمند از خاندان میناموتو بود. منشأ این خاندان امپراتور اودا بود.